# Etodolac
Etodolacul este un antiinflamator nesteroidian din clasa derivaților de acid indolic, utilizat ca antiinflamator, analgezic și antipiretic. Printre principalele indicații se numără: durerea medie, osteoartrita și poliartrita reumatoidă. Calea de administrare disponibilă este cea orală.
Medicamentul a fost patentat în 1971 și a fost aprobat pentru uz uman în 1985.

## Utilizări medicale
Principalele sunt:
- Durere de intensitate medie
- Tratament simptomatic, acut și cronic, în osteoartrită și poliartrită reumatoidă.

## Reacții adverse
Ca toate AINS, etodolacul poate produce iritație gastrică cu risc de apariție a unor ulcerații și a unor hemoragii gastro-intestinale. Utilizarea anumitor AINS poate fi asociată cu un risc de apariție a evenimentelor trombotice arteriale (infarct miocardic, accident vascular cerebral).